# عبد المجيد مجذوب
عبد المجيد مجذوب (11 أبريل 1939

-)، ممثل لبناني.

## عن حياته
أدى العديد من الأدوار التاريخية، مثل امرؤ القيس والمتنبي. كما أدى دور الراوي في «مغامرات السندباد». ومن أهم مسلسلاته مسلسل «عازف الليل» ومسلسله الناجح «ألو حياتي». كما كانت له بداية ملفته في المسلسل التاريخي (اليد الجريحة) امام عملاقين من عمالقة المسلسلات التاريخية كل من الراحلين رشيد علامه وعوني المصري كما كان له عمل رائع مع الفنانة المصرية شيرين وهو بعنوان (أستاذ ممنوع) يجسد فيه شخصية معلم لغة عربية وتضمنت أغنية التتر جزئية من ألفية ابن مالك.

## أعماله

### المسلسلات
- مقامات الحريري (1972)
- حياتي (1974)
- اليد الجريحة (1974)
- محاكمات أدبية (1974)
- ألو حياتي (1976)
- هارون الرشيد (1977)
- الانتظار (1977)
- عازف الليل (1978)
- بنت البواب (1979)
- الصمت (1980)
- أبو الطيب (مالئ الدنيا وشاغل الناس) (1983)
- آيات ورجال (1986)
- ندم (1989)
- السهام الجارحة (1995)
- حوش المصاطب (1995)
- أضحك وأبكي (1997)
- تجارة عن تراض (1997)
- سمع وأطاع (1997)
- أبو زيد الهلالي (2005)
- حصاد المواسم (2006)
- الغالبون (2011)
- وبقي الحب
- حول غرفتي
- زمن الأوغاد (مسلسل)
- الإخوة (2014)
- الهيبة (2018)

### دبلجة رسوم متحركة
- سفينة المحبة
- وادي الأمان (الراوي)
- اسألوا لبيبة
- مغامرات سندباد (الراوي، زعيم الصحراء)
- حكمة الأقزام
- رحلة عنابة
- حكايات لا تنسى

### السينما
- الانفجار (1982)
- الليل الأخير (1982)
- الليل الطويل (1976)
- تمثيلية ليلة الزفاف

## روابط خارجية
- عبد المجيد مجذوب على موقع قاعدة بيانات الأفلام العربية